# Herb Turobina
Herb Turobina – jeden z symboli miasta i gminy Turobin w postaci herbu.

## Wygląd i symbolika
Herb przedstawia w polu czerwonym łódź o barwie złotej.
Barwy użyte w herbie symbolizują kolejno: złoto (Or) – delikatność, życzliwość, otuchę, wzniosłość, szlachetność, słońce; czerwień (Gules) – chwałę, odwagę, waleczność, ogień. Barwa złota z czerwoną oznacza wolność, stałość, niezależność.

## Historia
Herb nawiązuje do historycznego herbu miasta Turobin (w 1870 r. pozbawionego praw miejskich), pochodzący z czasów, kiedy właścicielami miasta byli Górkowie.
Obecny wygląd herbu został ustanowiony 19 listopada 2013 roku przez Radę Gminy Turobin.